# Kazujuki Toda
Kazujuki Toda (* 30. prosince 1977) je bývalý japonský fotbalista.

## Reprezentační kariéra
Kazujuki Toda odehrál 20 reprezentačních utkání. S japonskou reprezentací se zúčastnil Mistrovství světa 2002.

## Statistiky
| Japonsko | Japonsko | Japonsko |
| Roky     | Záp.     | Góly     |
| -------- | -------- | -------- |
| 2001     | 10       | 0        |
| 2002     | 10       | 1        |
| Celkem   | 20       | 1        |